# جمال‌الدین مستقیمی
جمال‌الدین مستقیمی (۱۲۹۴ – ۶ آذر ۱۳۸۴) اولین دستیار آزمایشگاهی علم آناتومی در ایران بود و به گفته و گواهی بسیاری از استادان علم آناتومی در ایران اغلب استادان این علم یا شاگرد او یا شاگرد یکی از شاگردان او در ایران بوده‌اند. مستقیمی در ۶ آذرماه ۱۳۸۴ در مشهد درگذشت و در همین شهر به خاک سپرده شد.

## پژوهش‌ها
دکتر جمال‌الدین مستقیمی هشت پژوهش علمی را در زمینه آناتومی در مجامع جهانی به نام ایران ثبت کرد که از جمله آن‌ها «اثبات عدم ارتباط بین دو پیاز شامه در مغز» می‌باشد که در سال ۱۹۶۵ و در هشتمین گنگره بین‌المللی آناتومی و تشریح در آلمان مورد تصویب و ثبت جهانی قرار گرفت.
از دیگر کشفیات ایشان می‌توان به پیدا کردن دو رشته عصبی در مغز «که یکی از آنها به قطعه پیشانی و دیگری به کپسول خارجی می‌رود» اشاره کرد. پیدا کردن طبقه عمقی رباط دلتویید (که در ارتوپدی نقش بسیار مهمی دارد) و ثبت آن در مجامع جهانی از دیگر پژوهش‌های این مرد علم است.
همچنین تهیه مدل‌های بیوپلاستیک در سال ۱۹۶۰ در کشور آلمان برای اولین بار از دیگر کارهای دکتر مستقیمی در دنیا بود که به دلیل تواضع دکتر مستقیمی و عدم ثبت این مدل‌ها به نام خودشان، ۲۰ سال بعد به نام یک آلمانی ثبت می‌گردد و در حال حاضر نیز ۱۶۰ مدل ازمدل‌های بیوپلاستیکی که در دانشگاه علوم پزشکی مشهد وجود دارد نیز در دنیا بی‌نظیر است.

## خدمات
دکتر مستقیمی پس از آن که در سن ۱۸ سالگی مدرسه طب در تهران را به پایان می‌رساند به واسطه پشتکار و هوش مثال زدنی‌اش همراه با یک پزشک آمریکایی و یک پزشک ایرانی از طرف دربار مأمور می‌شوند تا تالار تشریح جسد دانشگاه علوم پزشکی تهران را حتی قبل از ساخت دانشکده بسازند که همین پشتکار ایشان زمینه‌ساز مأموریت ساخت تالار تشریح در مشهد در سن ۲۵ سالگی از سوی «علم» نخست‌وزیر وقت می‌شود.
دکتر جمال‌الدین مستقیمی در سال ۱۳۱۹ برای تأسیس سالن تشریح دانشکده علوم پزشکی مشهد به این شهر هجرت کرد و سپس بنیان‌گذاری سالن‌های تشریح دانشکده‌های علوم پزشکی اهواز، علوم پزشکی ایران، بخش سالن تشریح دانشکده علوم پزشکی ارومیه، مرکز پزشکی شفا یحیاییان تهران، بخش سالن تشریح دانشکده پزشکی بابل را انجام داد.
وی تا آخرین سال‌های عمر همواره عاشقانه به تدریس در دانشگاه و پژوهش علمی ادامه داد و در سال ۱۳۷۹ به عنوان پزشک نمونه شناخته شد.
نتیجه این همه تلاش تشریح بیش از ۸۰۰ جسد انسانی به علاوه اجساد حیوانات بی‌شمار است. ضمن آنکه هر استاد آناتومی فقط در یک قسمت تبحر دارد ولی دکتر مستقیمی به تمام قسمت‌های بدن با تمام جزئیات اشراف داشت که این تعداد تشریح و این تبحر در بین آناتومیست‌ها یک رکورد بی‌نظیر است.

## تالیفات
دکتر جمال‌الدین مستقیمی تألیفات متعددی در زمینه علوم پایه دارد که مشهورترین کتاب ایشان «کالبدشناسی انسانی» است.
به دلیل تسلط کامل وی به سه زبان آلمانی، انگلیسی و فرانسه تصحیح کتاب‌های معتبر آناتومی جهان از جمله SOBOTTA و GRAYS ANATOMY را برعهده گرفته که این امر اسباب افتخار جامعه پزشکی ایران می‌باشد.

## افتخارات
وی به دلیل خدمات و کشفیاتی که در این علم انجام داده و به دلیل ۶۵ سال تلاش در علم آناتومی عنوان بزرگترین آناتومیست قرن بیستم و پدر علم اندام‌شناسی را به خود اختصاص داده‌است.
از تندیس وی و چهارده تن از دانشمندان معاصر ایران در زمستان ۱۳۷۶ خورشیدی در بوستان دانشوران جزیره کیش در حضور خودشان پرده برداری شد.